# Microdon bicoloratus
Microdon bicoloratus är en tvåvingeart som beskrevs av Hull 1944. Microdon bicoloratus ingår i släktet myrblomflugor, och familjen blomflugor. Inga underarter finns listade i Catalogue of Life.